# Großenwörden
Großenwörden település Németországban, azon belül Alsó-Szászország tartományban. Lakosainak száma 489 fő (2023. december 31.).

## Népesség
A település népességének változása:
| Lakosok száma | 465  | 457  | 455  | 462  | 485  | 489  |
|               | 2016 | 2017 | 2019 | 2021 | 2022 | 2023 |